# Metepeira comanche
Metepeira comanche är en spindelart som beskrevs av Levi 1977. Metepeira comanche ingår i släktet Metepeira och familjen hjulspindlar. Inga underarter finns listade i Catalogue of Life.